# Cyardium castelnaudii
Cyardium castelnaudii là một loài bọ cánh cứng trong họ Cerambycidae.